# Папа Лав I
Свети Лав I (око 400 – 10. новембар 461), познат као Лав Велики,, био је папа римски. Рођен је у Италији. Био је најпре архиђакон код папе Сикста III, а после његове смрти, узведен је и преко своје воље на престо папе римскога.
Према хришћанском веровању, када је Атила са Хунима дошао близу Рима и спремао се већ да разори и сагори овај град, Лав је изашао пред њега у архијерејском одјејању, укротио гнев хунског вође и спречио пропаст Рима. У хришћанској традицији се такође наводи да се Атила уплашио визије апостола Петра и Павла, који су стајали поред Лава, и пламеним мачевима претили Атили. Лав је касније помогао православљу у борби против Евтихијевих и Диоскорових веровања, која су се састојала у сливању божанске и човечанске природе Христове у једну и, следствено, у одрицању две воље у личности Господа Спаситеља. Због тога је сазван Четврти Васељенски Сабор у Халкидону, на коме је прочитана посланица Лава, коју је, према хришћанском веровању, Лав написао и положио на гроб светог Петра, а свети Петар исправио. Пред смрт провео је четрдесет дана у посту и молитви на гробу апостола Петра, молећи овога да му јави да ли су му греси опроштени. Према хришћанском веровању, Апостол му се јаво и рекао да су му сви греси опроштени, осим грехова у рукополагању свештеника (из чега се види колико је тежак грех недостојног рукополагања). Светитељ се поново почео молити док није био обавештен да су му и ти греси опроштени. Свети Лав умро је 461. године.
Српска православна црква слави га 18. фебруара по црквеном, а 2. марта по грегоријанском календару.

## Рани живот
Према Liber Pontificalis, био је родом из Тоскане. До 431. године, као ђакон, био је довољно познат ван Рима да му је Јован Касијан посветио расправу против Несторија написану на Лавов предлог. Отприлике у то време Кирил Александријски се обратио Риму поводом спора око надлежности са Јувеналом Јерусалимским, али није сасвим јасно да ли је писмо било намењено Лаву, у својству архиђакона, или директно папи Целестину I. Пред крај владавине папе Сикста III, Лав је послат на захтев цара Валентинијана III да реши спор између Аеција, једног од главних војних заповедника Галије, и главног судије Албина. Јохан Петер Кирш види ову комисију као доказ поверења које је Царски двор указао способном ђакону.

## Папство
Током Лавовог одсуства у Галији, папа Сикст III је умро (11. августа 440), а 29. септембра га је народ једногласно изабрао да га наследи.
Убрзо након што је преузео папски престо, Лав је сазнао да су у Аквилеји Пелагијанци примљени у црквену заједницу без формалног порицања својих грешака; он је осудио ову праксу и наредио да се одржи провинцијски синод где се од бивших Пелагијанаца захтева да се недвосмислено одрицање.
Манихејци који су бежали од Вандала дошли су у Рим 439. године и тамо се тајно организовали; Лав је за то сазнао око 443. и кренуо је против њих тако што је одржао јавну дебату са њиховим представницима, спалио њихове књиге и написао писма упозорења италијанским бискупима. Његов став је био одлучен против присцилијаниста. Епископ Турибије из Асторге, запањен ширењем секте у Шпанији, обратио се осталим шпанским епископима на ту тему, пославши копију свог писма Лаву, који је искористио прилику да напише проширену расправу (21. јула 447) против секте, детаљно испитујући њено лажно учење и позивајући шпански генерални савет да испита да ли има присталица у епископату.
Из пасторалне перспективе, он је подстакао добротворна дела у Риму оптерећеном глађу, приливом избеглица и сиромаштвом. Он је даље повезивао праксу поста са доброчинством и милостињом, посебно поводом Quattro tempora, (тромесечни дани жара).
За време Лавовог папства израз „папа“, који је раније означавао било ког бискупа, постао је искључиво римски бискуп.

## Папски ауторитет
Лео је привукао многе учене људе себи и изабрао Проспера из Аквитаније да делује у извесном секретарском или нотарском својству. Лав је био значајан доприносилац централизацији духовне власти унутар Цркве и реафирмацији папског ауторитета. Године 450, византијски цар Теодосије II, у писму папи Лаву I, први је назвао римског бискупа западним патријархом, што је титула коју ће папе користити све до 2006. године.

### Разна регионална питања
У неколико наврата од Лава је тражено да арбитрира у споровима у Галији. Патрокло из Арла (ум. 426) је од папе Зосима добио признање подређеног приматства над Галиканском црквом, што је снажно тврдио његов наследник Хилари од Арла. Жалба Хелидонија из Безансона дала је Лаву прилику да потврди папин ауторитет над Хиларијем, који се чврсто бранио у Риму, одбијајући да призна Лавов правосудни статус. Осећајући да су исконска права римског епископа угрожена, Лав се обратио грађанској власти за подршку и од Валентинијана III добио декрет од 6. јуна 445. којим је признато првенство римског епископа на основу Петрових заслуга, достојанства града, и законодавства Првог Никејског сабора; и предвиђао је присилно изручење од стране гувернера провинција сваког епископа који би одбио да се одазове позиву у Рим. Суочен са овим декретом, Иларије се потчинио папи, иако је под његовим наследником, Равенијем, Лав поделио митрополитска права између Арла и Беча (450).
Лав се 445. године спорио са патријархом Диоскором, наследником Кирила Александријског на месту патријарха александријског, инсистирајући да црквена пракса његове столице треба следи римску на основу тога што је Марко јеванђелиста, следбеник Петра Апостола и оснивач Александријске цркве, те није могла имати друго предање осим предања принца апостола.
Чињеница да је афричка провинција Цезарејска Мавретанија била сачувана за царство, а тиме и за никејску веру током инвазије Вандала и, у својој изолацији, била склона да почива на спољној подршци, дала је Лаву прилику да тамо потврди свој ауторитет. Године 446, писао је Цркви у Мавретанији у вези са бројним питањима дисциплине, наглашавајући да се лаици не смеју постављати у епископат.
У писму бискупима Кампаније, Пиценума и Тоскане (443) захтевао је поштовање свих својих запосвести, код и оних његових претходника; и оштро је прекорио бискупе Сицилије (447) због њиховог одступања од римског обичаја у погледу времена крштења, захтевајући од њих да пошаљу делегате на римски синод како би се научили правилној пракси.
Због раније линије поделе између западног и источног дела Римског царства, Илирија је била црквено потчињена Риму. Папа Иноћентије I је конституисао солунског митрополита за свог викара, како би се супротставио растућем утицају цариградског патријарха у тој области. У писму од око 446. године наследнику солунског епископа Анастасију, Лав му је замерио због начина на који се опходио према једном од епископа митрополита који су му били потчињени; након што је дао различита упутства о функцијама које су поверене Анастасију и нагласио да су одређена овлашћења резервисана за самог папу, Лав је написао: „Брига васељенске Цркве треба да се приближи Петровом становишту, и ништа нигде не сме бити одвојено од њеног поглавара.”